# Ianuarie 1981
Acest articol este generat integral pe baza informațiilor din articolul 1981 și este actualizat periodic de un robot.
 Editările făcute în articol vor fi șterse la următoarea actualizare! Dacă doriți să faceți modificări, editați articolul-sursă.

ianuarie -
februarie -
martie -
aprilie -
mai -
iunie -
iulie -
august -
septembrie -
octombrie -
noiembrie -
decembrie
Ianuarie 1981 a fost prima lună a anului și a început într-o zi de joi.

## Evenimente
- 1 ianuarie: Grecia intră în Comunitatea Europeană, care mai târziu va deveni Uniunea Europeană.
- 15 ianuarie: Papa Ioan Paul al II-lea primește o delegație condusă de liderul Solidarității Lech Wałęsa la Vatican.
- 20 ianuarie: Ronald Reagan îi succede lui Jimmy Carter la președinția Statelor Unite. La câteva minute după ce Reagan devine al 40-lea președinte, Iranul eliberează 52 de ostatici americani care erau ținuți captivi de 444 de zile și astfel se termină criza ostaticilor din Iran.
- 22 ianuarie: La Academia Franceză are loc ședința de recepție a primei femei, scriitoarea Marguerite Yourcenar (1903-1987), autoarea romanului istoric Memoriile lui Hadrian.

## Nașteri
Zsolt Baumgartner, pilot auto maghiar de Formula 1
Vasile Maftei, fotbalist român
Mladen Petrić, fotbalist croat
Abdülkadir Koçak, boxer turc
Danielle Souza, model brazilian
Maxi Rodríguez, fotbalist argentinian
Alexandra Dinu, actriță română
André Astorga, fotbalist brazilian
Genevieve Cortese, actriță americană
Ionela Gâlcă, fotbalistă română
Euzebiusz Smolarek, fotbalist polonez
Dorotheea Petre, actriță română
Pavel Beganski, fotbalist belarus
Tamta (Tamta Goduadze), cântăreață greacă
Jared Kushner, investitor american
Alexandr Nesterovschi, politician din R. Moldova
Chiharu Niiyama, actriță japoneză
Pitbull, rapper american
El Hadji Diouf, fotbalist senegalez
Vlad Munteanu, fotbalist român
Otgonbayar Ershuu, pictor mongol
Gabriel Cânu, fotbalist român
Erison da Silva Santos, fotbalist brazilian
Lucho González, fotbalist argentinian
Owen Hargreaves, fotbalist britanic
Cătălin Lichioiu, fotbalist român
Ivonne Schönherr, actriță germană
Michel Teló, cântăreț și compozitor brazilian
Lee Sun-ho, cântăreț sud-coreean
Vladimir Albu, regizor de film român (d. 2007)
Ben Moody, muzician american
Serghei Dadu, fotbalist moldovean
Maria Elena Boschi, politiciană italiană
Toše Proeski, cântăreț macedonean (d. 2007)
Edwin Ouon, fotbalist ruandez
Svetlana Ognjenović, handbalistă sârbă
Roosevelt Ezequias, fotbalist brazilian
Elijah Wood, actor american
Álex Ubago, muzician spaniol
Dimităr Berbatov, fotbalist bulgar
Peter Crouch, fotbalist britanic
Justin Timberlake, cântăreț, compozitor, producător muzical, dansator, filantrop, om de afaceri și actor american
Badr El Kaddouri, fotbalist marocan
Ion Luchianov, atlet din R. Moldova

## Decese
- 1 ianuarie: Sir Anthony Esmonde, 81 ani, al 15-lea Baronet, politician irlandez (n. 1899)
- 16 ianuarie: Cornel Coman, 44 ani, actor român (n. 1936)
- 17 ianuarie: Romulus Dimitriu, 88 ani, militar român (n. 1892)
- 19 ianuarie: Catinca Ralea, 51 ani, realizatoare română de emisiuni radio-TV (n. 1929)
- 21 ianuarie: Cuth Harrison, 74 ani, pilot britanic de Formula 1 (n. 1906)
- 25 ianuarie: Lobsang Rampa (n. Cyril Henry Hoskin), 70 ani, scriitor britanic (n. 1910)